# Llandrillo
Llandrillo è un villaggio e community del Denbighshire in Galles. Ha una popolazione di 587 abitanti. In passato faceva parte del Merionethshire.
Ha preso il nome da San Trillo, che arrivò dalla Bretagna con altri missionari nel VI secolo e fondò una chiesa su una collinetta vicino alla confluenza tra il ruscello Ceidiog e il fiume Dee.